# Jalta
Jalta (ukrainsk og russisk: Ялта, tr. Jalta, engelsk: Yalta) er en by på Krim med 78.032(2011) indbyggere. Her blev Jaltakonferencen holdt, hvor Franklin D. Roosevelt, Winston Churchill og Josef Stalin i 1945 stadfæstede, at det besatte Tyskland skulle deles i fire besættelseszoner som hver skulle styres af en af besættelsesmagterne: Sovjetunionen, USA, Storbritannien og Frankrig.